# دختری در کافه
دختری در کافه (انگلیسی: The Girl in the Café) نام تله فیلمی به کارگردانی دیوید ییتس است.